# Tughluk Timur
Tughluk Timur (auch Tughluq-Timur oder Tughluq Temür) († 1363) war ab 1347 Khan des Östlichen Tschagatai-Khanats.
Er war der Sohn von Esen Buka, der 1282 bis 1307 Khan des Tschagatai-Khanats war.
In Mogulistan, dem östlichen Teil des Tschagatai-Khanats, hatte die Dughlat-Familie viel Macht. Der Dughlat-Amir Bulaji brachte 1347 Tughluk Timur an die Macht, obwohl der dschingisidischen Prinz – aus dem Zweig der Tschagataiden – zu dieser Zeit kaum mehr als ein Abenteurer war.
Später trat er als einer der ersten mongolischen Herrscher zum Islam über. 1360 gelang es ihm, Transoxanien für einige Jahre zurückzugewinnen. Damit war das gesamte Tschagatai-Khanat – mit Tughluk Timur als Khan – nochmals hergestellt.
Sein Sohn Ilyas Khoja wurde 1363 Khan des Tschagatai-Khanats und starb 1368.
Das Grab Tughluk Timurs befindet sich im Tughluq-Timur-Mausoleum.
Das Tschagatai-Khanat zerfiel 1365 wieder in zwei Teile: Der westliche Teil wurde schon bald zum Timuridenreich, der östliche Teil bestand noch bis 1570.